# Chrome Web Store
Chrome Web Store es una tienda en línea de aplicaciones web para el navegador Google Chrome, y otros navegadores basados en Chromium (como Microsoft Edge), la cual es desarrollada y mantenida por Google. La tienda también cuenta con extensiones y temas visuales para el navegador. Fue anunciada en el evento Google I/O el 19 de mayo de 2010, y lanzada finalmente el 7 de diciembre de 2010. La tienda permite que cualquier desarrollador pueda subir su aplicación Web a la tienda pagando una única cuota de $5.00. Esto permite a cualquier usuario adquirir aplicaciones gratuitas o de pago por medio de un sistema de inicio de sesión y compra creado por Google, y ser utilizado en Google Chrome, otros navegadores o Chrome OS de forma inmediata.

## Funciones de las aplicaciones
Las aplicaciones pueden controlar muchos aspectos del navegador, siendo estos algún ejemplo:
- Cambiar el cursor
- Cambiar el fondo de pantalla
- Herramientas para aplicaciones de Google (Drive, Youtube...)
- Herramientas de diseño (Bitmoji, Colorzilla...)

## Desarrollo de aplicaciones
Las aplicaciones pueden ser escritas en diferentes lenguajes de programación y notaciones utilizados en Internet, como lo son: HTML, XHTML, JavaScript, CSS, Java, AJAX, HTML5 (video/audio incrustado), WebGL y CSS3, que también serán capaces de utilizar código nativo en Chrome. La tienda contiene elementos que pueden ser usados gratuitamente y otros a los que se debe abonar una cuota para ser usados. Ejemplos de aplicaciones que han sido mostradas para estar disponibles en la Chrome Web Store incluyen el juego Plants vs. Zombies. La tienda ha sido comparada con la App Store de Apple y con Google Play de la propia Google. Las aplicaciones se pueden utilizar estando conectado a Internet, o sin una conexión a Internet.